# Хелдерс, Мэтт
Мэтт Хелдерс (англ. Matt Helders; полное имя Мэттью Дж. Хелдерс lll - род. 7 мая 1986, Шеффилд, Великобритания) — английский музыкант и диджей, больше известный как барабанщик британской инди-рок группы Arctic Monkeys.

## Как барабанщик
Хелдерс объясняет, как он начал играть на барабанах, следующим образом: «Это единственное, что мне оставалось. Когда мы только начинали играть, никто не играл на них. Мы просто решили этот вопрос вместе. У них уже были гитары, а я купил ударную установку». Также Хелдерс был подвержен влиянию рэп-музыки, что повлияло и на его группу. «Мы были фанами рэп-музыки в школе, больше чем сейчас… это и сейчас оказывает влияние на нас, и оставило отпечаток на мне, как на барабанщике». Группа Queens of the Stone Age оказала на развитие Хелдерса как барабанщика наибольшее влияние, он сказал: «Единственной вещью, которая изменила меня больше всего, было то, что я увидел выступление этой группы живьём на фестивале в прошлом году... как только они вышли, я подумал: «Чёрт, мне нужно работать над собой больше!» Хелдерс также объяснил настойчивость группы петь с их родным шеффилдским акцентом: «Если в перерывах между песнями вы разговариваете с родным акцентом, это выглядит немного странно, когда вы начинаете петь песню так, будто вы из Калифорнии или вроде того... даже немного глупо».
Вместе с остальными членами группы, Хелдерс остался верен своим корням. Побывав в разных странах, он ещё больше стал ценить свой город, который связан с их творчеством: «И вокруг тебя ещё куча вещей, о которых можно писать. Концертные турне позволяют тебе увидеть множество мест, но ты понимаешь, что ты не захочешь жить ни в одном из них. Возвращаясь домой, нужно всего лишь пройтись по своим любимым местам, чтобы понять это». Хелдерс также подчёркивает, что, несмотря на славу своей группы, он всё ещё может быть не узнанным на улице: «Если мы идём вместе в какой-нибудь клуб — это сложно, но одного меня там обычно не узнают». Хотя он и продолжал жить с родителями в начале становления его группы, вслед за Джейми Куком он также переехал в свой личный дом, но остался в Шеффилде: «Мы всё ещё живём в том месте, где родились. Возможно, нас просто так воспитали. Мы никогда не собирались переезжать в Лондон».
Он наиболее развитый бэк-вокалист группы. Его голос звучит во многих песнях группы; Хелдерс часто поёт поочерёдно или вместе с главным вокалистом группы Алексом Тёрнером. Также он исполняет ведущие партии в песнях «You Probably Couldn’t See for the Lights But You Were Straight at Me», «D Is for Dangerous», «Brick by Brick» и «I.D.S.T». Также он перепел песню «Last Christmas» группы Wham! во время концерта прямо посреди исполнения песни «Fluorescent Adolescent».

## Личная жизнь
С 2011 встречается с моделью Брианой МакДоу. 30 Октября 2015 года у пары родилась дочь Амелия Дарлин Хелдерс.

## Вне группы
Хелдерс сделал ремикс на песню The Hives — «We Rule The World» и песню «Skin Divers» группы Duran Duran. Он также был барабанщиком группы We Are Scientists в одном из последних выступлений в Великобритании и сделал ремикс их песни «Chick Lit» в качестве би-сайда для винилового издания. Он также принимал участие в записи альбома «Skanky Skanky» Toddla T.
В августе 2008 было объявлено, что Хелдерс сделает сборник из последних релизов Late Night Tales. Сборник под названием Late Night Tales: Matt Helders был выпущен 27 октября 2008 года и включал в себя трек с разговором его напарника, лидера группы Arctic Monkeys Алекса Тёрнера о работах, проведённых над этим сборником.
12 июня 2012 год Хелдерс (с использованием псевдонима Rufus Black) выступил с исполнителем Puff Daddy с его синглом Dirty Money на пятничном вечернем шоу с Джонатаном Россом (шоу Friday Night with Jonathan Ross).
Также Хелдерс был одним из трёх основателей фестиваля Tramlines в Шеффилде.

### Личная дискография
Альбомы
- 2008: Late Night Tales: Matt Helders

Синглы
- 2008: «Dreamer» (featuring Nesreen Shah)

Другие проекты
- 2008: Mongrel[англ.] — «Barcode» (featuring Pariz 1, Tor Cesay, Mpho, Saul Williams and Matt Helders)
- 2008: Mongrel[англ.] — «The Menace» (featuring Lowkey and Matt Helders)
- 2009: Toddla T — «Boom Dj From The Steel City»
- 2009: Toddla T — «Better»

Ремиксы
- 2008: The Hives — «We Rule The World (T.H.E.H.I.V.E.S.)»
- 2008: We Are Scientists — «Chick Lit»
- 2008: Roots Manuva — «Again & Again»
- 2008: Duran Duran — «Skin Divers»
- 2009: Yo Majesty — «Club Action»
- 2011: Wet Nuns — «Don't Wanna See Your Face»

## Барабанная установка
RCI with Premier Hardware (LUGS) Solid White and Clear Spiral
- 24″×18″ Bass Drum
- 16″×16″ Floor Tom
- 13″×8″ Rack Tom-tom drum
- Ludwig Vistalight 14″×4.5″ Snare drum

Pearl Drums 2000 Series
- X2 Snare Stand (один том и один малый барабан)

Drum Workshop 9000 Hardware
- Kick drum pedal
- 9500 Hi Hat stand
- X2 9710 Straight Cymbal Stand

Evans Drumheads
- Snare Evans EC Coated
- EC2 Clear Toms
- EMAD2 Kick Drum

Zildjian
- 14″ Avedis Mastersound Hi-Hats
- 18″ A series Fast Crash
- 20″ A Series Crash Ride 1

Vater Drumsticks
- 3a Fatback

1971 Ludwig Black Bowling Ball Wrap
- 22×14 Kick Drum
- 13×9 Tom Rack
- 16×6 Floor Tom
- Ludwig 402 Snare

Во время тура в честь альбома Humbug, на бас-бочке Хелдерса было написано «Agile Beast». Во время тура в честь Suck It and See — «Missing». Также на бас-бочке можно увидеть число "0114" - телефонный код Шеффилда. 